# Psathyrella scatophila
Psathyrella scatophila är en svampart som tillhör divisionen basidiesvampar, och som beskrevs av Örstdius och Ellen Larsson. Psathyrella scatophila ingår i släktet Psathyrella, och familjen Psathyrellaceae. Arten är reproducerande i Sverige.